# Tonny Bruins Slot
Anton Remmelt Johannes (Tonny) Bruins Slot (Amsterdam, 1 april 1947 – Waverveen, 1 november 2020) was een Nederlands profvoetballer, voetbaltrainer en voetbalscout die vooral bekendstond om zijn analyses van wedstrijden en tegenstanders.

## Carrière
Na een bescheiden carrière als aanvaller bij FC Zaanstreek, AZ '67 en Blauw-Wit Amsterdam werd Bruins Slot voetbaltrainer, voetbalscout en hoofdanalist.
Bij drie clubs was Bruins Slot in die drie functies langdurig werkzaam vanaf 1972: FC Amsterdam (tien jaar), Ajax (eenentwintigeneenhalf jaar) en FC Barcelona (± acht jaar). Ajax, de club waar Bruins Slot in totaal veruit het langste werkzaam was, loopt dan ook als een rode draad door zijn carrière. In zijn eerste periode verbleef hij er ruim vijfeneenhalf jaar (half 1982-begin 1988), in zijn tweede periode zes jaar (half 1999-half 2005), en in zijn derde periode bijna tien jaar (begin 2011 tot eind 2020).
In 1971 werd hij afgekeurd voor het spelen van betaald voetbal en werd scout bij Blauw-Wit in het seizoen 1971/72, een voorloper van FC Amsterdam, dat half 1972 ontstond uit een fusie (20 juni 1972). Bruins Slot was scout bij FC Amsterdam tussen half 1972 en half 1979 en oefenmeester bij FC Amsterdam van half 1978 tot en met half 1980. Tussen half 1980 en half 1982 was Bruins Slot weer scout bij FC Amsterdam. Het beste seizoen van FC Amsterdam in de eredivisie was het seizoen 1973/74, waarin de club als 5e eindigde van de 18 clubs. In het seizoen 1974/75 werd een kwartfinale bereikt in het Europa Cup III-toernooi. In het seizoen 1977/78 degradeerde FC Amsterdam naar de eerste divisie door als 17e van de 18 clubs te finishen. FC Amsterdam ging aan het eind van het seizoen 1981/82, op 17 mei 1982, failliet.
De stap naar stadsgenoot en topclub Ajax maakte Bruins Slot in 1982, waar hij tot 1988 bleef, als scout, assistent-trainer en interim-hoofdtrainer. Bruins Slot was sinds half 1982 assistent van Ajax-trainer Aad de Mos en in 1985 voor korte tijd de hoofdtrainer van Ajax nadat De Mos vanwege een conflict met het bestuur op 6 mei 1985 was ontslagen. Bruins Slot maakte de competitie 1984/85 als hoofdtrainer af, zat de laatste vijf wedstrijden op de bank en pakte met Ajax de titel in de Eredivisie. Vanaf half 1985 tot en met begin 1988 was Bruins Slot weer assistent, ditmaal van Ajax-trainer Johan Cruijff. In het seizoen 1986/87 won Ajax de Europacup II voor bekerwinnaars, het landskampioenschap werd in 1982/83 en 1984/85 behaald, en de KNVB beker werd in 1982/83, 1985/86 en 1986/87 gewonnen. In 1983/84 eindigde Ajax als 3e in de eredivisie, in 1985/86, 1986/87 en 1987/88 werd steeds een 2e plaats behaald. In het seizoen 1985/86 werden 120 goals gescoord en werden 35 tegengoals geincasseerd (doelsaldo +85), bijna een evenaring van het toenmalige record uit het seizoen 1966/67.
Tussen 1988 en 1996 was Bruins Slot jarenlang de rechterhand van Johan Cruijff bij FC Barcelona, waar hij grote successen behaalde, waaronder eenmaal de Europacup II (1989), eenmaal de Europacup I (1992) en vier landstitels (1991–1994).
Daarna maakte trainer Ronald Koeman vanaf eind 2001 veelvuldig gebruik van zijn kennis, kunde en diensten en werkte hij samen met Koeman bij de clubs Ajax, SL Benfica en vanaf het seizoen 2006/07 voor PSV. Toen Koeman al vroeg in het seizoen 2007/08 werd weggekocht door Valencia om daar hoofdtrainer te worden, nam hij Bruins Slot wederom mee.
Terug in Nederland werd op 17 mei 2009 bekend dat hij Koeman deze keer zou volgen naar zijn nieuwe club, AZ uit Alkmaar. Hij was verantwoordelijk voor de analyse van de tegenstander. Op 5 december van datzelfde jaar werd hij samen met hoofdtrainer Koeman ontslagen na tegenvallende prestaties.
Bruins Slot was lid van de bestuursraad van Ajax. Op 21 december 2011 werd Bruins Slot samen met vijf andere kandidaten tijdens de algemene ledenvergadering van Ajax voorgedragen.
Vanaf 26 januari 2011 werkte Bruins Slot als analist voor Ajax. Hij bekeek de komende tegenstanders van Ajax en rapporteerde aan de hoofdtrainer. Van november 2011 tot en met begin 2013 was hij aan Almere City FC verbonden als lid van de Raad van Commissarissen en technisch adviseur. In januari 2019 werd hij benoemd tot Lid van Verdienste van Ajax. Bruins Slot overleed op 1 november 2020 op 73-jarige leeftijd. Hij was al meerdere jaren ziek. Ondanks zijn ziekte bleef hij tot een week voor zijn overlijden analyses doorgeven.
Zijn vader Toon Bruins Slot was ook voetbaltrainer.

## Erelijst
Als trainer
 Ajax
- Eredivisie (1): 1984/85

Als assistent-trainer
 Ajax
- Europacup II (1): 1986/87
- Eredivisie (3): 1982/83, 2001/02, 2003/04
- KNVB beker (4): 1982/83, 1985/86, 1986/87, 2001/02
- Johan Cruijff Schaal (1): 2002

 FC Barcelona
- Europacup I (1): 1991/92
- Europacup II (1): 1988/89
- UEFA Super Cup (1): 1992
- Primera División (4): 1990/91, 1991/92, 1992/93, 1993/94
- Copa del Rey (1): 1989/90
- Supercopa de España (3): 1991, 1992, 1994

 Benfica
- Supertaça Cândido de Oliveira (1): 2005

 PSV
- Eredivisie (1): 2006/07

 AZ
- Johan Cruijff Schaal (1): 2009